# Elecciones a las Juntas Generales del País Vasco de 2011
Las elecciones a las Juntas Generales del País Vasco de 2011 se celebraron el 22 de mayo de 2011, eligiéndose a los miembros de las Juntas Generales de Álava, Guipúzcoa y Vizcaya. Tras estas votaciones el panorama político se diversifica mucho, a diferencia de lo que ocurre a nivel estatal. El Partido Nacionalista Vasco es la primera fuerza y consigue la Diputación de Vizcaya, Bildu lo hace en Guipúzcoa y el Partido Popular en Álava, en los tres casos con mayoría simple. Mientras tanto, el Partido Socialista de Euskadi-Euskadiko Ezkerra se mantiene en el Gobierno Vasco con el apoyo del PP (habiendo sido la segunda y tercera fuerza, respectivamente, en las elecciones de 2009). 
A lo largo de la misma jornada, se celebraron también elecciones a la mayoría de los Parlamentos Autonómicos de España (con excepción de los parlamentos de Euskadi, Galicia, Cataluña y Andalucía); a las asambleas de Ceuta y Melilla; a los Consejos Insulares de Baleares; a los Cabildos Insulares canarios; al Consejo General de Arán; y a los concejos de Navarra; así como las elecciones municipales.

## Candidatos
En la siguiente tabla se muestran los candidatos a las Juntas Generales del País Vasco, por parte de las formaciones políticas que contaban con representación antes de las elecciones:
| Territorio histórico y Diputado General en la anterior legislatura | Candidatos | Observaciones |
| ------------------------------------------------------------------ | --- | --- |
| Álava Xabier Agirre López (EAJ-PNV)                                | - PP: Javier de Andrés - PSE-EE: Txarli Prieto - EAJ-PNV/H1!: Xabier Agirre López - EB-B: Nerea Gálvez - Aralar: Iñaki Aldekoa - Bildu: no presenta candidato formal - Otras candidaturas: B-LV, PUM+J, UPyD.                                 | - En esta ocasión el Partido Nacionalista Vasco se presenta en coalición con Hamaikabat. - Ezker Batua-Berdeak y Aralar se presentaron a las elecciones de 2007 en coalición. - Eusko Abertzale Ekintza-Acción Nacionalista Vasca no se presentará esta vez al haber sido ilegalizada por su relación con Batasuna, toda vez que en los anteriores comicios sólo fue legal en dos de las circunscripciones de este territorio histórico. - Eusko Alkartasuna se presenta esta vez dentro de la coalición Bildu junto con Alternatiba (escisión de Ezker Batua-Berdeak), Araba Bai (escisión de Aralar) e independientes de la izquierda abertzale. |
| Guipúzcoa Markel Olano Arrese (EAJ-PNV)                            | - PSE-EE: Miguel Buen Lacambra - EAJ-PNV: Markel Olano Arrese - H1!: Pello González - PP: Juan Carlos Cano - EB-B: Mikel Izagirre - Aralar: Rebeka Ubera - Bildu: Martín Garitano - Otras candidaturas: Plazandreok, B-LV, PLIN, PUM+J, UPyD. | - Eusko Alkartasuna se presenta esta vez dentro de la coalición Bildu junto con Alternatiba (escisión de EB-B) e independientes de la izquierda abertzale. - Hamaikabat se presenta por primera vez en solitario tras escindirse de EA. - Ezker Batua-Berdeak y Aralar se presentaron a las elecciones de 2007 en coalición. |
| Vizcaya José Luis Bilbao Eguren (EAJ-PNV)                          | - EAJ-PNV: José Luis Bilbao Eguren - PSE-EE: José Antonio Pastor - PP: Esther Martínez - EB-B: Julia Madrazo - Aralar: Iosu Murgia - Bildu: Zuriñe Gaintza - Otras candidaturas: B-LV, PH, EKA-PC, PSyV, PUM+J, UPyD.                         | - Ezker Batua-Berdeak y Aralar se presentaron a las elecciones de 2007 en coalición. - Eusko Abertzale Ekintza-Acción Nacionalista Vasca no se presentará esta vez al haber sido ilegalizada por su relación con Batasuna, toda vez que en los anteriores comicios sólo fue legal en Las Encartaciones. - Eusko Alkartasuna se presenta esta vez dentro de la coalición Bildu junto con Alternatiba (escisión de EB-B) e independientes de la izquierda abertzale. |

## Resultados electorales
Para optar al reparto de escaños en una circunscripción, la candidatura debe obtener al menos el 3% de los votos válidos emitidos en dicha circunscripción.

El Diputado General es elegido por los miembros de las Juntas Generales una vez constituidas (entre el 1 y el 25 de junio).
| ← Elecciones a las Juntas Generales del País Vasco de 2011 →                                         | |                                               |             |         |        |         |      |
| Territorio histórico                                                                                 | Diputado general y gobierno | Distribución                                  | Partido     | Votos   | %      | Escaños | +/–  |
| Álava 51 procuradores/as - Vitoria: 38 - Zuya, Salvatierra, Añana, Campezo y Laguardia: 7 - Ayala: 6 | - Diputado general: Javier de Andrés (PP) - Gobierno: PP (en minoría) - Censo: 245.785 - Abstención: 89.498 (36,41%) - Nulos: 3.611 (2,31%) - En blanco: 4.212 (2,70%)                    | 2 EB-B 11 Bildu 9 PSE-EE 13 EAJ-PNV/H1! 16 PP | PP          | 39.631  | 25,96% | 16      | 1    |
| Álava 51 procuradores/as - Vitoria: 38 - Zuya, Salvatierra, Añana, Campezo y Laguardia: 7 - Ayala: 6 | - Diputado general: Javier de Andrés (PP) - Gobierno: PP (en minoría) - Censo: 245.785 - Abstención: 89.498 (36,41%) - Nulos: 3.611 (2,31%) - En blanco: 4.212 (2,70%)                    | 2 EB-B 11 Bildu 9 PSE-EE 13 EAJ-PNV/H1! 16 PP | EAJ-PNV/H1! | 36.196  | 23,71% | 13      | 1    |
| Álava 51 procuradores/as - Vitoria: 38 - Zuya, Salvatierra, Añana, Campezo y Laguardia: 7 - Ayala: 6 | - Diputado general: Javier de Andrés (PP) - Gobierno: PP (en minoría) - Censo: 245.785 - Abstención: 89.498 (36,41%) - Nulos: 3.611 (2,31%) - En blanco: 4.212 (2,70%)                    | 2 EB-B 11 Bildu 9 PSE-EE 13 EAJ-PNV/H1! 16 PP | Bildu       | 31.998  | 20,96% | 11      | 9 a  |
| Álava 51 procuradores/as - Vitoria: 38 - Zuya, Salvatierra, Añana, Campezo y Laguardia: 7 - Ayala: 6 | - Diputado general: Javier de Andrés (PP) - Gobierno: PP (en minoría) - Censo: 245.785 - Abstención: 89.498 (36,41%) - Nulos: 3.611 (2,31%) - En blanco: 4.212 (2,70%)                    | 2 EB-B 11 Bildu 9 PSE-EE 13 EAJ-PNV/H1! 16 PP | PSE-EE      | 24.879  | 16,30% | 9       | 5    |
| Álava 51 procuradores/as - Vitoria: 38 - Zuya, Salvatierra, Añana, Campezo y Laguardia: 7 - Ayala: 6 | - Diputado general: Javier de Andrés (PP) - Gobierno: PP (en minoría) - Censo: 245.785 - Abstención: 89.498 (36,41%) - Nulos: 3.611 (2,31%) - En blanco: 4.212 (2,70%)                    | 2 EB-B 11 Bildu 9 PSE-EE 13 EAJ-PNV/H1! 16 PP | EB-B        | 6.258   | 4,10%  | 2       | 1    |
| Álava 51 procuradores/as - Vitoria: 38 - Zuya, Salvatierra, Añana, Campezo y Laguardia: 7 - Ayala: 6 | - Diputado general: Javier de Andrés (PP) - Gobierno: PP (en minoría) - Censo: 245.785 - Abstención: 89.498 (36,41%) - Nulos: 3.611 (2,31%) - En blanco: 4.212 (2,70%)                    | 2 EB-B 11 Bildu 9 PSE-EE 13 EAJ-PNV/H1! 16 PP | Aralar      | 4.168   | 2,73%  | 0       | 1    |
| Álava 51 procuradores/as - Vitoria: 38 - Zuya, Salvatierra, Añana, Campezo y Laguardia: 7 - Ayala: 6 | - Diputado general: Javier de Andrés (PP) - Gobierno: PP (en minoría) - Censo: 245.785 - Abstención: 89.498 (36,41%) - Nulos: 3.611 (2,31%) - En blanco: 4.212 (2,70%)                    | 2 EB-B 11 Bildu 9 PSE-EE 13 EAJ-PNV/H1! 16 PP | Otros       | 5.330   | 3,49%  | ---     | ---  |
| Álava 51 procuradores/as - Vitoria: 38 - Zuya, Salvatierra, Añana, Campezo y Laguardia: 7 - Ayala: 6 | - Diputado general: Javier de Andrés (PP) - Gobierno: PP (en minoría) - Censo: 245.785 - Abstención: 89.498 (36,41%) - Nulos: 3.611 (2,31%) - En blanco: 4.212 (2,70%)                    | 2 EB-B 11 Bildu 9 PSE-EE 13 EAJ-PNV/H1! 16 PP | EAE-ANV     | ---     | ---    | ---     | 4    |
| Guipúzcoa 51 junteros/as - Donostialdea: 17 - Bidasoa-Oiartzun: 11 - Deba-Urola: 14 - Oria: 9        | - Diputado general: Martín Garitano (Bildu) - Gobierno: Bildu (en minoría) - Censo: 554.878 - Abstención: 207.106 (37,32%) - Nulos: 4.068 (1,17%) - En blanco: 7.596 (2,21%)              | 1 Aralar 22 Bildu 10 PSE-EE 14 EAJ-PNV 4 PP   | Bildu       | 119.094 | 34,65% | 22      | 15 a |
| Guipúzcoa 51 junteros/as - Donostialdea: 17 - Bidasoa-Oiartzun: 11 - Deba-Urola: 14 - Oria: 9        | - Diputado general: Martín Garitano (Bildu) - Gobierno: Bildu (en minoría) - Censo: 554.878 - Abstención: 207.106 (37,32%) - Nulos: 4.068 (1,17%) - En blanco: 7.596 (2,21%)              | 1 Aralar 22 Bildu 10 PSE-EE 14 EAJ-PNV 4 PP   | EAJ-PNV     | 80.855  | 23,52% | 14      | 2    |
| Guipúzcoa 51 junteros/as - Donostialdea: 17 - Bidasoa-Oiartzun: 11 - Deba-Urola: 14 - Oria: 9        | - Diputado general: Martín Garitano (Bildu) - Gobierno: Bildu (en minoría) - Censo: 554.878 - Abstención: 207.106 (37,32%) - Nulos: 4.068 (1,17%) - En blanco: 7.596 (2,21%)              | 1 Aralar 22 Bildu 10 PSE-EE 14 EAJ-PNV 4 PP   | PSE-EE      | 58.931  | 17,15% | 10      | 6    |
| Guipúzcoa 51 junteros/as - Donostialdea: 17 - Bidasoa-Oiartzun: 11 - Deba-Urola: 14 - Oria: 9        | - Diputado general: Martín Garitano (Bildu) - Gobierno: Bildu (en minoría) - Censo: 554.878 - Abstención: 207.106 (37,32%) - Nulos: 4.068 (1,17%) - En blanco: 7.596 (2,21%)              | 1 Aralar 22 Bildu 10 PSE-EE 14 EAJ-PNV 4 PP   | PP          | 34.209  | 9,95%  | 4       | 2    |
| Guipúzcoa 51 junteros/as - Donostialdea: 17 - Bidasoa-Oiartzun: 11 - Deba-Urola: 14 - Oria: 9        | - Diputado general: Martín Garitano (Bildu) - Gobierno: Bildu (en minoría) - Censo: 554.878 - Abstención: 207.106 (37,32%) - Nulos: 4.068 (1,17%) - En blanco: 7.596 (2,21%)              | 1 Aralar 22 Bildu 10 PSE-EE 14 EAJ-PNV 4 PP   | Aralar      | 17.230  | 5,01%  | 1       | 1    |
| Guipúzcoa 51 junteros/as - Donostialdea: 17 - Bidasoa-Oiartzun: 11 - Deba-Urola: 14 - Oria: 9        | - Diputado general: Martín Garitano (Bildu) - Gobierno: Bildu (en minoría) - Censo: 554.878 - Abstención: 207.106 (37,32%) - Nulos: 4.068 (1,17%) - En blanco: 7.596 (2,21%)              | 1 Aralar 22 Bildu 10 PSE-EE 14 EAJ-PNV 4 PP   | EB-B        | 9.014   | 2,62%  | 0       | 4    |
| Guipúzcoa 51 junteros/as - Donostialdea: 17 - Bidasoa-Oiartzun: 11 - Deba-Urola: 14 - Oria: 9        | - Diputado general: Martín Garitano (Bildu) - Gobierno: Bildu (en minoría) - Censo: 554.878 - Abstención: 207.106 (37,32%) - Nulos: 4.068 (1,17%) - En blanco: 7.596 (2,21%)              | 1 Aralar 22 Bildu 10 PSE-EE 14 EAJ-PNV 4 PP   | H1!         | 8.662   | 2,52%  | 0       | =    |
| Guipúzcoa 51 junteros/as - Donostialdea: 17 - Bidasoa-Oiartzun: 11 - Deba-Urola: 14 - Oria: 9        | - Diputado general: Martín Garitano (Bildu) - Gobierno: Bildu (en minoría) - Censo: 554.878 - Abstención: 207.106 (37,32%) - Nulos: 4.068 (1,17%) - En blanco: 7.596 (2,21%)              | 1 Aralar 22 Bildu 10 PSE-EE 14 EAJ-PNV 4 PP   | Otros       | 8.126   | 2,37%  | ---     | ---  |
| Vizcaya 51 apoderados/as - Bilbao: 16 - Encartaciones: 13 - Busturia-Uribe: 13 - Durango-Arratia: 9  | - Diputado general: José Luis Bilbao Eguren (EAJ-PNV) - Gobierno: EAJ-PNV (en minoría) - Censo: 921.383 - Abstención: 331.996 (36,03%) - Nulos: 8.221 (1,39%) - En blanco: 12.925 (2,19%) | 12 Bildu 9 PSE-EE 22 EAJ-PNV 8 PP             | EAJ-PNV     | 216.273 | 37,21% | 22      | 1    |
| Vizcaya 51 apoderados/as - Bilbao: 16 - Encartaciones: 13 - Busturia-Uribe: 13 - Durango-Arratia: 9  | - Diputado general: José Luis Bilbao Eguren (EAJ-PNV) - Gobierno: EAJ-PNV (en minoría) - Censo: 921.383 - Abstención: 331.996 (36,03%) - Nulos: 8.221 (1,39%) - En blanco: 12.925 (2,19%) | 12 Bildu 9 PSE-EE 22 EAJ-PNV 8 PP             | Bildu       | 122.056 | 21,00% | 12      | 11 a |
| Vizcaya 51 apoderados/as - Bilbao: 16 - Encartaciones: 13 - Busturia-Uribe: 13 - Durango-Arratia: 9  | - Diputado general: José Luis Bilbao Eguren (EAJ-PNV) - Gobierno: EAJ-PNV (en minoría) - Censo: 921.383 - Abstención: 331.996 (36,03%) - Nulos: 8.221 (1,39%) - En blanco: 12.925 (2,19%) | 12 Bildu 9 PSE-EE 22 EAJ-PNV 8 PP             | PSE-EE      | 96.980  | 16,69% | 9       | 5    |
| Vizcaya 51 apoderados/as - Bilbao: 16 - Encartaciones: 13 - Busturia-Uribe: 13 - Durango-Arratia: 9  | - Diputado general: José Luis Bilbao Eguren (EAJ-PNV) - Gobierno: EAJ-PNV (en minoría) - Censo: 921.383 - Abstención: 331.996 (36,03%) - Nulos: 8.221 (1,39%) - En blanco: 12.925 (2,19%) | 12 Bildu 9 PSE-EE 22 EAJ-PNV 8 PP             | PP          | 80.203  | 13,80% | 8       | =    |
| Vizcaya 51 apoderados/as - Bilbao: 16 - Encartaciones: 13 - Busturia-Uribe: 13 - Durango-Arratia: 9  | - Diputado general: José Luis Bilbao Eguren (EAJ-PNV) - Gobierno: EAJ-PNV (en minoría) - Censo: 921.383 - Abstención: 331.996 (36,03%) - Nulos: 8.221 (1,39%) - En blanco: 12.925 (2,19%) | 12 Bildu 9 PSE-EE 22 EAJ-PNV 8 PP             | EB-B        | 20.467  | 3,52%  | 0       | 3    |
| Vizcaya 51 apoderados/as - Bilbao: 16 - Encartaciones: 13 - Busturia-Uribe: 13 - Durango-Arratia: 9  | - Diputado general: José Luis Bilbao Eguren (EAJ-PNV) - Gobierno: EAJ-PNV (en minoría) - Censo: 921.383 - Abstención: 331.996 (36,03%) - Nulos: 8.221 (1,39%) - En blanco: 12.925 (2,19%) | 12 Bildu 9 PSE-EE 22 EAJ-PNV 8 PP             | Aralar      | 15.829  | 2,72%  | 0       | 1    |
| Vizcaya 51 apoderados/as - Bilbao: 16 - Encartaciones: 13 - Busturia-Uribe: 13 - Durango-Arratia: 9  | - Diputado general: José Luis Bilbao Eguren (EAJ-PNV) - Gobierno: EAJ-PNV (en minoría) - Censo: 921.383 - Abstención: 331.996 (36,03%) - Nulos: 8.221 (1,39%) - En blanco: 12.925 (2,19%) | 12 Bildu 9 PSE-EE 22 EAJ-PNV 8 PP             | Otros       | 16.430  | 2,83%  | ---     | ---  |
| Vizcaya 51 apoderados/as - Bilbao: 16 - Encartaciones: 13 - Busturia-Uribe: 13 - Durango-Arratia: 9  | - Diputado general: José Luis Bilbao Eguren (EAJ-PNV) - Gobierno: EAJ-PNV (en minoría) - Censo: 921.383 - Abstención: 331.996 (36,03%) - Nulos: 8.221 (1,39%) - En blanco: 12.925 (2,19%) | 12 Bildu 9 PSE-EE 22 EAJ-PNV 8 PP             | EAE-ANV     | ---     | ---    | ---     | 1    |

a Respecto a Eusko Alkartasuna.

## Resultados electorales por circunscripciones

### Álava
| ← Elecciones a las Juntas Generales de Álava de 2011 →       | |             |        |        |              |     |
| Cuadrilla                                                    | Censo | Partido     | Votos  | %      | Procuradores | +/– |
| Ayala 6 procuradores                                         | - Censo: 27.962 - Votantes: 19.013 (68,00%) - Abstención: 8.949 (32,00%) - Nulos: 417 (2,19%) - Válidos: 18.596 - Blancos: 479 (2,52%) - A candidaturas: 18.117 (95,29%)          | EAJ-PNV/H1! | 6.391  | 35,28% | 3            | =   |
| Ayala 6 procuradores                                         | - Censo: 27.962 - Votantes: 19.013 (68,00%) - Abstención: 8.949 (32,00%) - Nulos: 417 (2,19%) - Válidos: 18.596 - Blancos: 479 (2,52%) - A candidaturas: 18.117 (95,29%)          | Bildu       | 6.104  | 33,69% | 2            | 1 a |
| Ayala 6 procuradores                                         | - Censo: 27.962 - Votantes: 19.013 (68,00%) - Abstención: 8.949 (32,00%) - Nulos: 417 (2,19%) - Válidos: 18.596 - Blancos: 479 (2,52%) - A candidaturas: 18.117 (95,29%)          | PP          | 2.320  | 12,81% | 1            | =   |
| Ayala 6 procuradores                                         | - Censo: 27.962 - Votantes: 19.013 (68,00%) - Abstención: 8.949 (32,00%) - Nulos: 417 (2,19%) - Válidos: 18.596 - Blancos: 479 (2,52%) - A candidaturas: 18.117 (95,29%)          | PSE-EE      | 2.086  | 11,51% | 0            | 1   |
| Ayala 6 procuradores                                         | - Censo: 27.962 - Votantes: 19.013 (68,00%) - Abstención: 8.949 (32,00%) - Nulos: 417 (2,19%) - Válidos: 18.596 - Blancos: 479 (2,52%) - A candidaturas: 18.117 (95,29%)          | Aralar      | 570    | 3,15%  | 0            | =   |
| Ayala 6 procuradores                                         | - Censo: 27.962 - Votantes: 19.013 (68,00%) - Abstención: 8.949 (32,00%) - Nulos: 417 (2,19%) - Válidos: 18.596 - Blancos: 479 (2,52%) - A candidaturas: 18.117 (95,29%)          | EB-B        | 395    | 2,18%  | 0            | =   |
| Ayala 6 procuradores                                         | - Censo: 27.962 - Votantes: 19.013 (68,00%) - Abstención: 8.949 (32,00%) - Nulos: 417 (2,19%) - Válidos: 18.596 - Blancos: 479 (2,52%) - A candidaturas: 18.117 (95,29%)          | Otros       | 251    | 1,39%  | ---          | --- |
| Vitoria-Gasteiz 38 procuradores                              | - Censo: 182.865 - Votantes: 112.493 (61,52%) - Abstención: 70.372 (38,48%) - Nulos: 2.612 (2,32%) - Válidos: 109.881 - Blancos: 3.128 (2,78%) - A candidaturas: 106.753 (94,90%) | PP          | 31.932 | 29,91% | 13           | 1   |
| Vitoria-Gasteiz 38 procuradores                              | - Censo: 182.865 - Votantes: 112.493 (61,52%) - Abstención: 70.372 (38,48%) - Nulos: 2.612 (2,32%) - Válidos: 109.881 - Blancos: 3.128 (2,78%) - A candidaturas: 106.753 (94,90%) | EAJ-PNV/H1! | 22.085 | 20,69% | 8            | =   |
| Vitoria-Gasteiz 38 procuradores                              | - Censo: 182.865 - Votantes: 112.493 (61,52%) - Abstención: 70.372 (38,48%) - Nulos: 2.612 (2,32%) - Válidos: 109.881 - Blancos: 3.128 (2,78%) - A candidaturas: 106.753 (94,90%) | PSE-EE      | 20.213 | 18,93% | 8            | 4   |
| Vitoria-Gasteiz 38 procuradores                              | - Censo: 182.865 - Votantes: 112.493 (61,52%) - Abstención: 70.372 (38,48%) - Nulos: 2.612 (2,32%) - Válidos: 109.881 - Blancos: 3.128 (2,78%) - A candidaturas: 106.753 (94,90%) | Bildu       | 19.456 | 18,23% | 7            | 6 a |
| Vitoria-Gasteiz 38 procuradores                              | - Censo: 182.865 - Votantes: 112.493 (61,52%) - Abstención: 70.372 (38,48%) - Nulos: 2.612 (2,32%) - Válidos: 109.881 - Blancos: 3.128 (2,78%) - A candidaturas: 106.753 (94,90%) | EB-B        | 5.419  | 5,08%  | 2            | 1   |
| Vitoria-Gasteiz 38 procuradores                              | - Censo: 182.865 - Votantes: 112.493 (61,52%) - Abstención: 70.372 (38,48%) - Nulos: 2.612 (2,32%) - Válidos: 109.881 - Blancos: 3.128 (2,78%) - A candidaturas: 106.753 (94,90%) | Aralar      | 2.968  | 2,78%  | 0            | 1   |
| Vitoria-Gasteiz 38 procuradores                              | - Censo: 182.865 - Votantes: 112.493 (61,52%) - Abstención: 70.372 (38,48%) - Nulos: 2.612 (2,32%) - Válidos: 109.881 - Blancos: 3.128 (2,78%) - A candidaturas: 106.753 (94,90%) | UPyD        | 2.751  | 2,58%  | 0            | =   |
| Vitoria-Gasteiz 38 procuradores                              | - Censo: 182.865 - Votantes: 112.493 (61,52%) - Abstención: 70.372 (38,48%) - Nulos: 2.612 (2,32%) - Válidos: 109.881 - Blancos: 3.128 (2,78%) - A candidaturas: 106.753 (94,90%) | Otros       | 1.929  | 1,68%  | ---          | --- |
| Vitoria-Gasteiz 38 procuradores                              | - Censo: 182.865 - Votantes: 112.493 (61,52%) - Abstención: 70.372 (38,48%) - Nulos: 2.612 (2,32%) - Válidos: 109.881 - Blancos: 3.128 (2,78%) - A candidaturas: 106.753 (94,90%) | EAE-ANV     | ---    | ---    | ---          | 3   |
| Zuya, Salvatierra, Añana, Campezo y Laguardia 7 procuradores | - Censo: 34.954 - Votantes: 24.777 (70,88%) - Abstención: 10.177 (29,12%) - Nulos: 582 (2,35%) - Válidos: 24.195 - Blancos: 605 (2,44%) - A candidaturas: 23.590 (95,21%)         | EAJ-PNV/H1! | 7.720  | 32,73% | 2            | 1   |
| Zuya, Salvatierra, Añana, Campezo y Laguardia 7 procuradores | - Censo: 34.954 - Votantes: 24.777 (70,88%) - Abstención: 10.177 (29,12%) - Nulos: 582 (2,35%) - Válidos: 24.195 - Blancos: 605 (2,44%) - A candidaturas: 23.590 (95,21%)         | Bildu       | 6.438  | 27,29% | 2            | 2 a |
| Zuya, Salvatierra, Añana, Campezo y Laguardia 7 procuradores | - Censo: 34.954 - Votantes: 24.777 (70,88%) - Abstención: 10.177 (29,12%) - Nulos: 582 (2,35%) - Válidos: 24.195 - Blancos: 605 (2,44%) - A candidaturas: 23.590 (95,21%)         | PP          | 5.379  | 22,80% | 2            | =   |
| Zuya, Salvatierra, Añana, Campezo y Laguardia 7 procuradores | - Censo: 34.954 - Votantes: 24.777 (70,88%) - Abstención: 10.177 (29,12%) - Nulos: 582 (2,35%) - Válidos: 24.195 - Blancos: 605 (2,44%) - A candidaturas: 23.590 (95,21%)         | PSE-EE      | 2.580  | 10,94% | 1            | =   |
| Zuya, Salvatierra, Añana, Campezo y Laguardia 7 procuradores | - Censo: 34.954 - Votantes: 24.777 (70,88%) - Abstención: 10.177 (29,12%) - Nulos: 582 (2,35%) - Válidos: 24.195 - Blancos: 605 (2,44%) - A candidaturas: 23.590 (95,21%)         | Aralar      | 630    | 2,67%  | 0            | =   |
| Zuya, Salvatierra, Añana, Campezo y Laguardia 7 procuradores | - Censo: 34.954 - Votantes: 24.777 (70,88%) - Abstención: 10.177 (29,12%) - Nulos: 582 (2,35%) - Válidos: 24.195 - Blancos: 605 (2,44%) - A candidaturas: 23.590 (95,21%)         | EB-B        | 444    | 1,88%  | 0            | =   |
| Zuya, Salvatierra, Añana, Campezo y Laguardia 7 procuradores | - Censo: 34.954 - Votantes: 24.777 (70,88%) - Abstención: 10.177 (29,12%) - Nulos: 582 (2,35%) - Válidos: 24.195 - Blancos: 605 (2,44%) - A candidaturas: 23.590 (95,21%)         | Otros       | 399    | 1,69%  | ---          | --- |
| Zuya, Salvatierra, Añana, Campezo y Laguardia 7 procuradores | - Censo: 34.954 - Votantes: 24.777 (70,88%) - Abstención: 10.177 (29,12%) - Nulos: 582 (2,35%) - Válidos: 24.195 - Blancos: 605 (2,44%) - A candidaturas: 23.590 (95,21%)         | EAE-ANV     | ---    | ---    | ---          | 1   |

a Respecto a Eusko Alkartasuna.

### Guipúzcoa
| ← Elecciones a las Juntas Generales de Guipúzcoa de 2011 → | |         |        |        |          |     |
| Comarcas                                                   | Censo | Partido | Votos  | %      | Junteros | +/– |
| Bidasoa-Oiartzun 11 junteros                               | - Censo: 115.552 - Votantes: 66.070 (57,18%) - Abstención: 49.482 (42,82%) - Nulos: 1.048 (1,59%) - Válidos: 65.022 - Blancos: 1.760 (2,66%) - A candidaturas: 63.262 (95,75%)    | Bildu   | 19.600 | 30,98% | 4        | 3 a |
| Bidasoa-Oiartzun 11 junteros                               | - Censo: 115.552 - Votantes: 66.070 (57,18%) - Abstención: 49.482 (42,82%) - Nulos: 1.048 (1,59%) - Válidos: 65.022 - Blancos: 1.760 (2,66%) - A candidaturas: 63.262 (95,75%)    | PSE-EE  | 14.584 | 23,05% | 3        | 2   |
| Bidasoa-Oiartzun 11 junteros                               | - Censo: 115.552 - Votantes: 66.070 (57,18%) - Abstención: 49.482 (42,82%) - Nulos: 1.048 (1,59%) - Válidos: 65.022 - Blancos: 1.760 (2,66%) - A candidaturas: 63.262 (95,75%)    | EAJ-PNV | 12.636 | 19,97% | 3        | =   |
| Bidasoa-Oiartzun 11 junteros                               | - Censo: 115.552 - Votantes: 66.070 (57,18%) - Abstención: 49.482 (42,82%) - Nulos: 1.048 (1,59%) - Válidos: 65.022 - Blancos: 1.760 (2,66%) - A candidaturas: 63.262 (95,75%)    | PP      | 7.692  | 12,16% | 1        | =   |
| Bidasoa-Oiartzun 11 junteros                               | - Censo: 115.552 - Votantes: 66.070 (57,18%) - Abstención: 49.482 (42,82%) - Nulos: 1.048 (1,59%) - Válidos: 65.022 - Blancos: 1.760 (2,66%) - A candidaturas: 63.262 (95,75%)    | EB-B    | 2.578  | 4,08%  | 0        | 1   |
| Bidasoa-Oiartzun 11 junteros                               | - Censo: 115.552 - Votantes: 66.070 (57,18%) - Abstención: 49.482 (42,82%) - Nulos: 1.048 (1,59%) - Válidos: 65.022 - Blancos: 1.760 (2,66%) - A candidaturas: 63.262 (95,75%)    | Aralar  | 2.264  | 3,58%  | 0        | =   |
| Bidasoa-Oiartzun 11 junteros                               | - Censo: 115.552 - Votantes: 66.070 (57,18%) - Abstención: 49.482 (42,82%) - Nulos: 1.048 (1,59%) - Válidos: 65.022 - Blancos: 1.760 (2,66%) - A candidaturas: 63.262 (95,75%)    | H1!     | 1.716  | 2,71%  | 0        | =   |
| Bidasoa-Oiartzun 11 junteros                               | - Censo: 115.552 - Votantes: 66.070 (57,18%) - Abstención: 49.482 (42,82%) - Nulos: 1.048 (1,59%) - Válidos: 65.022 - Blancos: 1.760 (2,66%) - A candidaturas: 63.262 (95,75%)    | UPyD    | 947    | 1,50%  | 0        | =   |
| Bidasoa-Oiartzun 11 junteros                               | - Censo: 115.552 - Votantes: 66.070 (57,18%) - Abstención: 49.482 (42,82%) - Nulos: 1.048 (1,59%) - Válidos: 65.022 - Blancos: 1.760 (2,66%) - A candidaturas: 63.262 (95,75%)    | Otros   | 1.245  | 1,97%  | ---      | --- |
| Deba-Urola 14 junteros                                     | - Censo: 149.869 - Votantes: 100.227 (65,88%) - Abstención: 49.642 (33,12%) - Nulos: 1.014 (1,01%) - Válidos: 99.213 - Blancos: 1.491 (1,49%) - A candidaturas: 97.722 (97,50%)   | Bildu   | 40.869 | 41,82% | 7        | 5 a |
| Deba-Urola 14 junteros                                     | - Censo: 149.869 - Votantes: 100.227 (65,88%) - Abstención: 49.642 (33,12%) - Nulos: 1.014 (1,01%) - Válidos: 99.213 - Blancos: 1.491 (1,49%) - A candidaturas: 97.722 (97,50%)   | EAJ-PNV | 28.166 | 28,82% | 4        | 2   |
| Deba-Urola 14 junteros                                     | - Censo: 149.869 - Votantes: 100.227 (65,88%) - Abstención: 49.642 (33,12%) - Nulos: 1.014 (1,01%) - Válidos: 99.213 - Blancos: 1.491 (1,49%) - A candidaturas: 97.722 (97,50%)   | PSE-EE  | 12.561 | 12,85% | 2        | 1   |
| Deba-Urola 14 junteros                                     | - Censo: 149.869 - Votantes: 100.227 (65,88%) - Abstención: 49.642 (33,12%) - Nulos: 1.014 (1,01%) - Válidos: 99.213 - Blancos: 1.491 (1,49%) - A candidaturas: 97.722 (97,50%)   | Aralar  | 6.307  | 6,45%  | 1        | =   |
| Deba-Urola 14 junteros                                     | - Censo: 149.869 - Votantes: 100.227 (65,88%) - Abstención: 49.642 (33,12%) - Nulos: 1.014 (1,01%) - Válidos: 99.213 - Blancos: 1.491 (1,49%) - A candidaturas: 97.722 (97,50%)   | PP      | 5.297  | 5,42%  | 0        | 1   |
| Deba-Urola 14 junteros                                     | - Censo: 149.869 - Votantes: 100.227 (65,88%) - Abstención: 49.642 (33,12%) - Nulos: 1.014 (1,01%) - Válidos: 99.213 - Blancos: 1.491 (1,49%) - A candidaturas: 97.722 (97,50%)   | EB-B    | 2.013  | 2,06%  | 0        | 1   |
| Deba-Urola 14 junteros                                     | - Censo: 149.869 - Votantes: 100.227 (65,88%) - Abstención: 49.642 (33,12%) - Nulos: 1.014 (1,01%) - Válidos: 99.213 - Blancos: 1.491 (1,49%) - A candidaturas: 97.722 (97,50%)   | H1!     | 1.798  | 1,84%  | 0        | =   |
| Deba-Urola 14 junteros                                     | - Censo: 149.869 - Votantes: 100.227 (65,88%) - Abstención: 49.642 (33,12%) - Nulos: 1.014 (1,01%) - Válidos: 99.213 - Blancos: 1.491 (1,49%) - A candidaturas: 97.722 (97,50%)   | Otros   | 711    | 0,73%  | ---      | --- |
| Donostialdea 17 junteros                                   | - Censo: 188.982 - Votantes: 114.627 (60,65%) - Abstención: 74.355 (39,35%) - Nulos: 1.341 (1,17%) - Válidos: 113.286 - Blancos: 3.087 (2,69%) - A candidaturas: 110.199 (96,14%) | Bildu   | 31.043 | 28,17% | 6        | 4 a |
| Donostialdea 17 junteros                                   | - Censo: 188.982 - Votantes: 114.627 (60,65%) - Abstención: 74.355 (39,35%) - Nulos: 1.341 (1,17%) - Válidos: 113.286 - Blancos: 3.087 (2,69%) - A candidaturas: 110.199 (96,14%) | PSE-EE  | 23.227 | 21,08% | 4        | 2   |
| Donostialdea 17 junteros                                   | - Censo: 188.982 - Votantes: 114.627 (60,65%) - Abstención: 74.355 (39,35%) - Nulos: 1.341 (1,17%) - Válidos: 113.286 - Blancos: 3.087 (2,69%) - A candidaturas: 110.199 (96,14%) | EAJ-PNV | 22.402 | 20,33% | 4        | 1   |
| Donostialdea 17 junteros                                   | - Censo: 188.982 - Votantes: 114.627 (60,65%) - Abstención: 74.355 (39,35%) - Nulos: 1.341 (1,17%) - Válidos: 113.286 - Blancos: 3.087 (2,69%) - A candidaturas: 110.199 (96,14%) | PP      | 17.752 | 16,11% | 3        | 1   |
| Donostialdea 17 junteros                                   | - Censo: 188.982 - Votantes: 114.627 (60,65%) - Abstención: 74.355 (39,35%) - Nulos: 1.341 (1,17%) - Válidos: 113.286 - Blancos: 3.087 (2,69%) - A candidaturas: 110.199 (96,14%) | Aralar  | 5.173  | 4,69%  | 0        | =   |
| Donostialdea 17 junteros                                   | - Censo: 188.982 - Votantes: 114.627 (60,65%) - Abstención: 74.355 (39,35%) - Nulos: 1.341 (1,17%) - Válidos: 113.286 - Blancos: 3.087 (2,69%) - A candidaturas: 110.199 (96,14%) | EB-B    | 3.075  | 2,79%  | 0        | 2   |
| Donostialdea 17 junteros                                   | - Censo: 188.982 - Votantes: 114.627 (60,65%) - Abstención: 74.355 (39,35%) - Nulos: 1.341 (1,17%) - Válidos: 113.286 - Blancos: 3.087 (2,69%) - A candidaturas: 110.199 (96,14%) | H1!     | 2.902  | 2,63%  | 0        | =   |
| Donostialdea 17 junteros                                   | - Censo: 188.982 - Votantes: 114.627 (60,65%) - Abstención: 74.355 (39,35%) - Nulos: 1.341 (1,17%) - Válidos: 113.286 - Blancos: 3.087 (2,69%) - A candidaturas: 110.199 (96,14%) | UPyD    | 1.539  | 1,40%  | 0        | =   |
| Donostialdea 17 junteros                                   | - Censo: 188.982 - Votantes: 114.627 (60,65%) - Abstención: 74.355 (39,35%) - Nulos: 1.341 (1,17%) - Válidos: 113.286 - Blancos: 3.087 (2,69%) - A candidaturas: 110.199 (96,14%) | Otros   | 3.086  | 2,80%  | ---      | --- |
| Oria 9 junteros                                            | - Censo: 100.475 - Votantes: 66.848 (66,53%) - Abstención: 33.627 (33,47%) - Nulos: 665 (0,99%) - Válidos: 66.183 - Blancos: 1.254 (1,88%) - A candidaturas: 64.929 (97,13%)      | Bildu   | 27.572 | 42,46% | 5        | 3 a |
| Oria 9 junteros                                            | - Censo: 100.475 - Votantes: 66.848 (66,53%) - Abstención: 33.627 (33,47%) - Nulos: 665 (0,99%) - Válidos: 66.183 - Blancos: 1.254 (1,88%) - A candidaturas: 64.929 (97,13%)      | EAJ-PNV | 17.634 | 27,16% | 3        | 1   |
| Oria 9 junteros                                            | - Censo: 100.475 - Votantes: 66.848 (66,53%) - Abstención: 33.627 (33,47%) - Nulos: 665 (0,99%) - Válidos: 66.183 - Blancos: 1.254 (1,88%) - A candidaturas: 64.929 (97,13%)      | PSE-EE  | 8.575  | 13,21% | 1        | 1   |
| Oria 9 junteros                                            | - Censo: 100.475 - Votantes: 66.848 (66,53%) - Abstención: 33.627 (33,47%) - Nulos: 665 (0,99%) - Válidos: 66.183 - Blancos: 1.254 (1,88%) - A candidaturas: 64.929 (97,13%)      | Aralar  | 3.479  | 5,36%  | 0        | 1   |
| Oria 9 junteros                                            | - Censo: 100.475 - Votantes: 66.848 (66,53%) - Abstención: 33.627 (33,47%) - Nulos: 665 (0,99%) - Válidos: 66.183 - Blancos: 1.254 (1,88%) - A candidaturas: 64.929 (97,13%)      | PP      | 3.469  | 5,34%  | 0        | =   |
| Oria 9 junteros                                            | - Censo: 100.475 - Votantes: 66.848 (66,53%) - Abstención: 33.627 (33,47%) - Nulos: 665 (0,99%) - Válidos: 66.183 - Blancos: 1.254 (1,88%) - A candidaturas: 64.929 (97,13%)      | H1!     | 2.251  | 3,47%  | 0        | =   |
| Oria 9 junteros                                            | - Censo: 100.475 - Votantes: 66.848 (66,53%) - Abstención: 33.627 (33,47%) - Nulos: 665 (0,99%) - Válidos: 66.183 - Blancos: 1.254 (1,88%) - A candidaturas: 64.929 (97,13%)      | EB-B    | 1.346  | 2,07%  | 0        | =   |
| Oria 9 junteros                                            | - Censo: 100.475 - Votantes: 66.848 (66,53%) - Abstención: 33.627 (33,47%) - Nulos: 665 (0,99%) - Válidos: 66.183 - Blancos: 1.254 (1,88%) - A candidaturas: 64.929 (97,13%)      | Otros   | 603    | 0,94%  | ---      | --- |

a Respecto a Eusko Alkartasuna.

### Vizcaya
| ← Elecciones a las Juntas Generales de Vizcaya de 2011 → | |         |        |        |            |     |
| Comarcas                                                 | Censo | Partido | Votos  | %      | Apoderados | +/– |
| Bilbao 16 apoderados                                     | - Censo: 276.891 - Votantes: 169.280 (61,14%) - Abstención: 107.599 (38,86%) - Nulos: 1.887 (1,11%) - Válidos: 167.393 - Blancos: 3.935 (2,35%) - A candidaturas: 163.458 (96,56%) | EAJ-PNV | 63.604 | 38,91% | 7          | =   |
| Bilbao 16 apoderados                                     | - Censo: 276.891 - Votantes: 169.280 (61,14%) - Abstención: 107.599 (38,86%) - Nulos: 1.887 (1,11%) - Válidos: 167.393 - Blancos: 3.935 (2,35%) - A candidaturas: 163.458 (96,56%) | PP      | 31.393 | 19,21% | 3          | 1   |
| Bilbao 16 apoderados                                     | - Censo: 276.891 - Votantes: 169.280 (61,14%) - Abstención: 107.599 (38,86%) - Nulos: 1.887 (1,11%) - Válidos: 167.393 - Blancos: 3.935 (2,35%) - A candidaturas: 163.458 (96,56%) | PSE-EE  | 26.470 | 16,19% | 3          | 1   |
| Bilbao 16 apoderados                                     | - Censo: 276.891 - Votantes: 169.280 (61,14%) - Abstención: 107.599 (38,86%) - Nulos: 1.887 (1,11%) - Válidos: 167.393 - Blancos: 3.935 (2,35%) - A candidaturas: 163.458 (96,56%) | Bildu   | 24.899 | 15,23% | 3          | 3 a |
| Bilbao 16 apoderados                                     | - Censo: 276.891 - Votantes: 169.280 (61,14%) - Abstención: 107.599 (38,86%) - Nulos: 1.887 (1,11%) - Válidos: 167.393 - Blancos: 3.935 (2,35%) - A candidaturas: 163.458 (96,56%) | EB-B    | 6.586  | 4,03%  | 0          | 1   |
| Bilbao 16 apoderados                                     | - Censo: 276.891 - Votantes: 169.280 (61,14%) - Abstención: 107.599 (38,86%) - Nulos: 1.887 (1,11%) - Válidos: 167.393 - Blancos: 3.935 (2,35%) - A candidaturas: 163.458 (96,56%) | Aralar  | 3.872  | 2,37%  | 0          | =   |
| Bilbao 16 apoderados                                     | - Censo: 276.891 - Votantes: 169.280 (61,14%) - Abstención: 107.599 (38,86%) - Nulos: 1.887 (1,11%) - Válidos: 167.393 - Blancos: 3.935 (2,35%) - A candidaturas: 163.458 (96,56%) | B-LV    | 2.641  | 1,62%  | 0          | =   |
| Bilbao 16 apoderados                                     | - Censo: 276.891 - Votantes: 169.280 (61,14%) - Abstención: 107.599 (38,86%) - Nulos: 1.887 (1,11%) - Válidos: 167.393 - Blancos: 3.935 (2,35%) - A candidaturas: 163.458 (96,56%) | UPyD    | 2.268  | 1,39%  | 0          | =   |
| Bilbao 16 apoderados                                     | - Censo: 276.891 - Votantes: 169.280 (61,14%) - Abstención: 107.599 (38,86%) - Nulos: 1.887 (1,11%) - Válidos: 167.393 - Blancos: 3.935 (2,35%) - A candidaturas: 163.458 (96,56%) | Otros   | 1.725  | 1,06%  | ---        | --- |
| Busturia-Uribe 13 apoderados                             | - Censo: 227.687 - Votantes: 156.453 (68,71%) - Abstención: 71.243 (31,29%) - Nulos: 2.092 (1,34%) - Válidos: 154.361 - Blancos: 3.169 (2,05%) - A candidaturas: 151.192 (96,64%)  | EAJ-PNV | 62.165 | 41,12% | 6          | 1   |
| Busturia-Uribe 13 apoderados                             | - Censo: 227.687 - Votantes: 156.453 (68,71%) - Abstención: 71.243 (31,29%) - Nulos: 2.092 (1,34%) - Válidos: 154.361 - Blancos: 3.169 (2,05%) - A candidaturas: 151.192 (96,64%)  | Bildu   | 43.991 | 29,10% | 4          | 3 a |
| Busturia-Uribe 13 apoderados                             | - Censo: 227.687 - Votantes: 156.453 (68,71%) - Abstención: 71.243 (31,29%) - Nulos: 2.092 (1,34%) - Válidos: 154.361 - Blancos: 3.169 (2,05%) - A candidaturas: 151.192 (96,64%)  | PP      | 19.986 | 13,22% | 2          | =   |
| Busturia-Uribe 13 apoderados                             | - Censo: 227.687 - Votantes: 156.453 (68,71%) - Abstención: 71.243 (31,29%) - Nulos: 2.092 (1,34%) - Válidos: 154.361 - Blancos: 3.169 (2,05%) - A candidaturas: 151.192 (96,64%)  | PSE-EE  | 14.119 | 9,34%  | 1          | 1   |
| Busturia-Uribe 13 apoderados                             | - Censo: 227.687 - Votantes: 156.453 (68,71%) - Abstención: 71.243 (31,29%) - Nulos: 2.092 (1,34%) - Válidos: 154.361 - Blancos: 3.169 (2,05%) - A candidaturas: 151.192 (96,64%)  | Aralar  | 4.726  | 3,13%  | 0          | =   |
| Busturia-Uribe 13 apoderados                             | - Censo: 227.687 - Votantes: 156.453 (68,71%) - Abstención: 71.243 (31,29%) - Nulos: 2.092 (1,34%) - Válidos: 154.361 - Blancos: 3.169 (2,05%) - A candidaturas: 151.192 (96,64%)  | EB-B    | 3.314  | 2,19%  | 0          | 1   |
| Busturia-Uribe 13 apoderados                             | - Censo: 227.687 - Votantes: 156.453 (68,71%) - Abstención: 71.243 (31,29%) - Nulos: 2.092 (1,34%) - Válidos: 154.361 - Blancos: 3.169 (2,05%) - A candidaturas: 151.192 (96,64%)  | B-LV    | 1.779  | 1,18%  | 0          | =   |
| Busturia-Uribe 13 apoderados                             | - Censo: 227.687 - Votantes: 156.453 (68,71%) - Abstención: 71.243 (31,29%) - Nulos: 2.092 (1,34%) - Válidos: 154.361 - Blancos: 3.169 (2,05%) - A candidaturas: 151.192 (96,64%)  | PUM+J   | 839    | 0,55%  | 0          | =   |
| Busturia-Uribe 13 apoderados                             | - Censo: 227.687 - Votantes: 156.453 (68,71%) - Abstención: 71.243 (31,29%) - Nulos: 2.092 (1,34%) - Válidos: 154.361 - Blancos: 3.169 (2,05%) - A candidaturas: 151.192 (96,64%)  | Otros   | 273    | 0,18%  | ---        | --- |
| Durango-Arratia 9 apoderados                             | - Censo: 172.880 - Votantes: 112.969 (65,35%) - Abstención: 59.902 (34,65%) - Nulos: 1.552 (1,37%) - Válidos: 111.417 - Blancos: 2.207 (1,98%) - A candidaturas: 109.210 (96,67%)  | EAJ-PNV | 38.756 | 35,49% | 4          | =   |
| Durango-Arratia 9 apoderados                             | - Censo: 172.880 - Votantes: 112.969 (65,35%) - Abstención: 59.902 (34,65%) - Nulos: 1.552 (1,37%) - Válidos: 111.417 - Blancos: 2.207 (1,98%) - A candidaturas: 109.210 (96,67%)  | Bildu   | 29.788 | 27,28% | 3          | 3 a |
| Durango-Arratia 9 apoderados                             | - Censo: 172.880 - Votantes: 112.969 (65,35%) - Abstención: 59.902 (34,65%) - Nulos: 1.552 (1,37%) - Válidos: 111.417 - Blancos: 2.207 (1,98%) - A candidaturas: 109.210 (96,67%)  | PSE-EE  | 19.197 | 17,58% | 1          | 2   |
| Durango-Arratia 9 apoderados                             | - Censo: 172.880 - Votantes: 112.969 (65,35%) - Abstención: 59.902 (34,65%) - Nulos: 1.552 (1,37%) - Válidos: 111.417 - Blancos: 2.207 (1,98%) - A candidaturas: 109.210 (96,67%)  | PP      | 11.358 | 10,40% | 1          | =   |
| Durango-Arratia 9 apoderados                             | - Censo: 172.880 - Votantes: 112.969 (65,35%) - Abstención: 59.902 (34,65%) - Nulos: 1.552 (1,37%) - Válidos: 111.417 - Blancos: 2.207 (1,98%) - A candidaturas: 109.210 (96,67%)  | EB-B    | 4.077  | 3,73%  | 0          | 1   |
| Durango-Arratia 9 apoderados                             | - Censo: 172.880 - Votantes: 112.969 (65,35%) - Abstención: 59.902 (34,65%) - Nulos: 1.552 (1,37%) - Válidos: 111.417 - Blancos: 2.207 (1,98%) - A candidaturas: 109.210 (96,67%)  | Aralar  | 3.889  | 3,56%  | 0          | =   |
| Durango-Arratia 9 apoderados                             | - Censo: 172.880 - Votantes: 112.969 (65,35%) - Abstención: 59.902 (34,65%) - Nulos: 1.552 (1,37%) - Válidos: 111.417 - Blancos: 2.207 (1,98%) - A candidaturas: 109.210 (96,67%)  | B-LV    | 1.198  | 1,10%  | 0          | =   |
| Durango-Arratia 9 apoderados                             | - Censo: 172.880 - Votantes: 112.969 (65,35%) - Abstención: 59.902 (34,65%) - Nulos: 1.552 (1,37%) - Válidos: 111.417 - Blancos: 2.207 (1,98%) - A candidaturas: 109.210 (96,67%)  | PUM+J   | 488    | 0,45%  | 0          | =   |
| Durango-Arratia 9 apoderados                             | - Censo: 172.880 - Votantes: 112.969 (65,35%) - Abstención: 59.902 (34,65%) - Nulos: 1.552 (1,37%) - Válidos: 111.417 - Blancos: 2.207 (1,98%) - A candidaturas: 109.210 (96,67%)  | Otros   | 459    | 0,42%  | ---        | --- |
| Encartaciones 13 apoderados                              | - Censo: 243.925 - Votantes: 150.682 (61,77%) - Abstención: 93.252 (38,23%) - Nulos: 2.690 (1,79%) - Válidos: 147.992 - Blancos: 3.614 (2,44%) - A candidaturas: 144.378 (95,82%)  | EAJ-PNV | 51.748 | 35,84% | 5          | =   |
| Encartaciones 13 apoderados                              | - Censo: 243.925 - Votantes: 150.682 (61,77%) - Abstención: 93.252 (38,23%) - Nulos: 2.690 (1,79%) - Válidos: 147.992 - Blancos: 3.614 (2,44%) - A candidaturas: 144.378 (95,82%)  | PSE-EE  | 37.194 | 25,76% | 4          | 1   |
| Encartaciones 13 apoderados                              | - Censo: 243.925 - Votantes: 150.682 (61,77%) - Abstención: 93.252 (38,23%) - Nulos: 2.690 (1,79%) - Válidos: 147.992 - Blancos: 3.614 (2,44%) - A candidaturas: 144.378 (95,82%)  | Bildu   | 23.378 | 16,19% | 2          | 2 a |
| Encartaciones 13 apoderados                              | - Censo: 243.925 - Votantes: 150.682 (61,77%) - Abstención: 93.252 (38,23%) - Nulos: 2.690 (1,79%) - Válidos: 147.992 - Blancos: 3.614 (2,44%) - A candidaturas: 144.378 (95,82%)  | PP      | 17.466 | 12,10% | 2          | 1   |
| Encartaciones 13 apoderados                              | - Censo: 243.925 - Votantes: 150.682 (61,77%) - Abstención: 93.252 (38,23%) - Nulos: 2.690 (1,79%) - Válidos: 147.992 - Blancos: 3.614 (2,44%) - A candidaturas: 144.378 (95,82%)  | EB-B    | 6.490  | 4,50%  | 0          | 1   |
| Encartaciones 13 apoderados                              | - Censo: 243.925 - Votantes: 150.682 (61,77%) - Abstención: 93.252 (38,23%) - Nulos: 2.690 (1,79%) - Válidos: 147.992 - Blancos: 3.614 (2,44%) - A candidaturas: 144.378 (95,82%)  | Aralar  | 3.342  | 2,31%  | 0          | =   |
| Encartaciones 13 apoderados                              | - Censo: 243.925 - Votantes: 150.682 (61,77%) - Abstención: 93.252 (38,23%) - Nulos: 2.690 (1,79%) - Válidos: 147.992 - Blancos: 3.614 (2,44%) - A candidaturas: 144.378 (95,82%)  | B-LV    | 1.823  | 1,26%  | 0          | =   |
| Encartaciones 13 apoderados                              | - Censo: 243.925 - Votantes: 150.682 (61,77%) - Abstención: 93.252 (38,23%) - Nulos: 2.690 (1,79%) - Válidos: 147.992 - Blancos: 3.614 (2,44%) - A candidaturas: 144.378 (95,82%)  | UPyD    | 1.129  | 0,78%  | 0          | =   |
| Encartaciones 13 apoderados                              | - Censo: 243.925 - Votantes: 150.682 (61,77%) - Abstención: 93.252 (38,23%) - Nulos: 2.690 (1,79%) - Válidos: 147.992 - Blancos: 3.614 (2,44%) - A candidaturas: 144.378 (95,82%)  | Otros   | 1.808  | 1,25%  | ---        | --- |
| Encartaciones 13 apoderados                              | - Censo: 243.925 - Votantes: 150.682 (61,77%) - Abstención: 93.252 (38,23%) - Nulos: 2.690 (1,79%) - Válidos: 147.992 - Blancos: 3.614 (2,44%) - A candidaturas: 144.378 (95,82%)  | EAE-ANV | ---    | ---    | ---        | 1   |

a Respecto a Eusko Alkartasuna.